# ARM Cortex-X1
ARM Cortex-X1은 ARM 홀딩스의 오스틴 디자인 센터에서 ARM의 Cortex-X Custom (CXC) 프로그램의 일환으로 설계한 ARMv8.2-A 64비트 명령어 집합을 구현하는 중앙 처리 장치이다.

## 디자인
Cortex-X1 디자인은 ARM Cortex-A78을 기반으로 하지만, 성능, 전력, 면적(PPA)의 균형 대신 순수하게 성능을 위해 재설계되었다.
Cortex-X1은 3K 매크로-OP (MOPs) 캐시를 갖춘 5-와이드 디코딩 비순차 슈퍼스칼라 디자인이다. 이 프로세서는 사이클당 5개의 명령과 8개의 MOP를 가져올 수 있으며, 사이클당 8개의 MOP와 16개의 μOP를 리네임하고 디스패치할 수 있다. 비순차 윈도우 크기는 224개 항목으로 증가했다. 백엔드는 13단계의 파이프라인 깊이와 10단계의 실행 지연 시간을 갖는 15개의 실행 포트를 포함한다. 또한 4x128b SIMD 유닛을 특징으로 한다.
ARM은 Cortex-X1이 ARM Cortex-A77보다 30% 더 빠른 정수 연산 성능과 100% 더 빠른 기계 학습 성능을 제공한다고 주장한다.
Cortex-X1은 ARM의 DynamIQ 기술을 지원하며, ARM Cortex-A78 중간 코어 및 ARM Cortex-A55 작은 코어와 함께 사용될 때 고성능 코어로 사용될 것으로 예상된다.

## ARM Cortex-A78과의 비교에서 아키텍처 변경 사항
- 약 20%의 성능 향상 (A77 대비 +30%)[7]
  - 30% 더 빠른 정수 연산
  - 100% 더 빠른 기계 학습 성능
- 비순차 윈도우 크기가 224개 항목으로 증가 (160개 항목에서)
- 최대 4x128b SIMD 유닛 (2x128b에서)
- 15% 더 큰 실리콘 면적
- 5-와이드 디코딩 (4-와이드에서)
- 8 MOPs/사이클 디코딩 캐시 대역폭 (6 MOPs/사이클에서)
- 64 KB L1D + 64 KB L1I (32/64 KB L1에서)
- 코어당 최대 1 MB L2 캐시 (최대 512 KB/코어에서)
- 최대 8 MB L3 캐시 (최대 4 MB에서)

## 라이선스
Cortex-X1은 Cortex-X Custom (CXC) 프로그램 파트너에게 SIP 코어로 제공되며, 그 디자인은 다른 SIP 코어(예: GPU, 디스플레이 컨트롤러, DSP, 이미지 프로세서 등)와 통합되어 하나의 다이에 시스템 온 칩(SoC)을 구성하는 데 적합하다.

## 사용처
- 삼성 엑시노스 2100[8]
- 퀄컴 스냅드래곤 888(+)[9]
- 구글 텐서[10]

## 같이 보기
- ARM Cortex-A78, 관련 고성능 마이크로아키텍처
- ARM Neoverse V1 (제우스), Cortex-X1의 서버 형제 코어
- ARMv8-A 코어 비교, ARMv8 계열